# Lingetoppane
Lingetoppane är en bergstopp i Antarktis. Den ligger i Östantarktis. Norge gör anspråk på området. Toppen på Lingetoppane är 750 meter över havet.
Terrängen runt Lingetoppane är kuperad åt sydost, men åt nordväst är den platt. Trakten är glest befolkad. Närmaste befolkade plats är Novolazarevskaya Station, 18,5 kilometer norr om Lingetoppane. 